# آرپانت

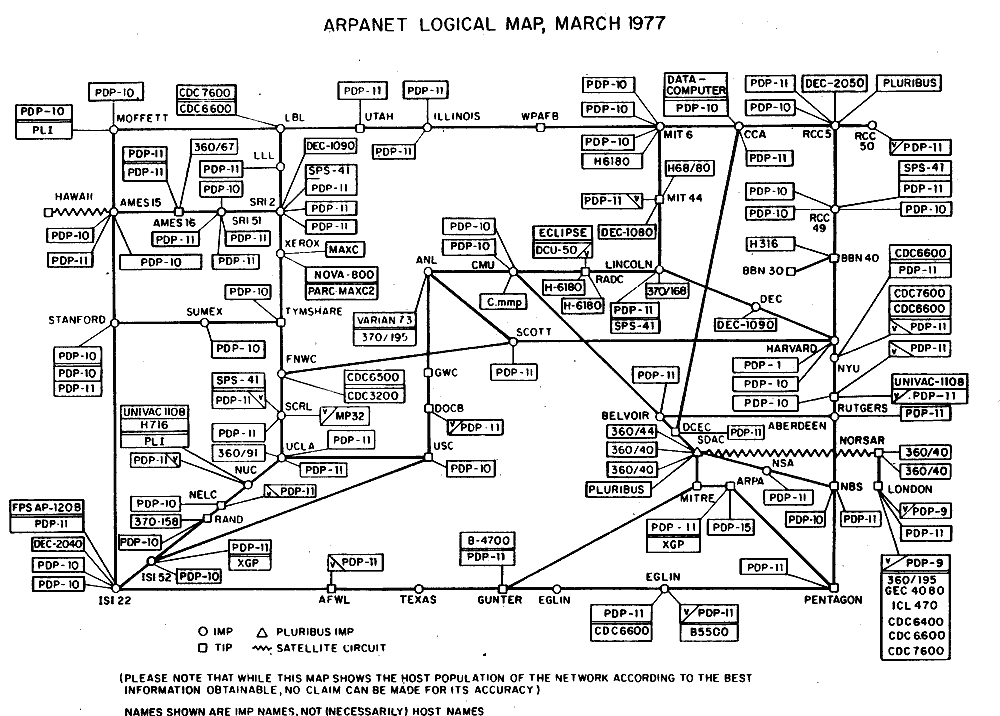
نقشهٔ منطقی آرپانت، مارس ۱۹۷۷

آرپانت (به انگلیسی: ARPANET) مخفف شبکه آژانس پروژه‌های تحقیقاتی پیشرفته (به انگلیسی: Advanced Research Projects Agency Network) اولین شبکه سوئیچینگ بسته‌های اطلاعات در دنیا بود و پس از مدتی تبدیل به اینترنت جهانی شد. بودجه مالی این شبکه در ابتدا توسط سازمان پروژه‌های تحقیقاتی پیشرفتهٔ دفاعی (آرپا، بعداً دارپا) در وزارت دفاع ایالات متحده آمریکا تأمین شد که از این پروژه در دانشگاه‌ها و آزمایشگاه‌های تحقیقاتی در ایالات متحده آمریکا استفاده شود. سوئیچینگ بسته‌های اطلاعات در آرپانت بر اساس طرحی از دانشمند بریتانیایی دونالد دیویس و لارنس رابرت از آزمایشگاه لینکلن بود.
نهادی است در آمریکا که کل بودجه تحقیقاتی دفاعی را از آن جا هزینه می‌کند و کل پروژه‌های تحقیقاتی را از آن جا انجام می‌دهند.

## تاریخچه آرپانت
۲۹ اکتبر سال ۱۹۶۹ اولین پیام بین رایانه‌ای ارسال شد. در این روز، جی.سی.آر. لیکلایدر، یکی از دانشجویان دانشگاه UCLA تلاش کرد واژهی «login» را با استفاده از شبکهٔ بین رایانه‌ای، به رایانه‌ای دیگر در مرکز تحقیقات دانشگاه استنفورد ارسال کند. این شبکهٔ بین رایانه‌ای آرپانت (ARPANET) نام داشت که پایه‌های اینترنت را بنا کرد. پس از ارسال حروف l و o، شبکهٔ آرپانت دچار مشکل شد و قطع شد. پس از یک ساعت تلاش، شبکه به حالت پایدار بازگشت و ارسال پیام با موفقیت انجام شد. آرپانت مخفف عبارت «شبکهٔ آژانس پروژه‌های تحقیقاتی پیشرفته» (Advanced Research Projects Agency Network) است.
این شبکه یکی از اولین شبکه‌های ارتباطی بر اساس ارسال و دریافت Packet بود و از پروتکل TCP/IP استفاده می‌کرد. هر ۲ فناوری استفاده‌شده در این شبکه، پایه‌های توسعهٔ اینترنت بودند. توسعهٔ شبکهٔ آرپانت توسط آژانس پروژه‌های تحقیقاتی پیشرفتهٔ وزارت دفاع ایالات متحدهٔ آمریکای پشتیبانی می‌شد. با پیشرفت پروژهٔ آرپانت، استانداردها و نیازها برای اتصال شبکه‌های متعدد به یکدیگر نیز توسعه یافتند. استانداردهای اینتر نتورکینگ اجازه می‌دادند که شبکه‌های متعدد، به یکدیگر متصل شوند و شبکه‌ای بزرگ‌تر را تشکیل بدهند. توسعهٔ بعدی این شبکه زمانی اتفاق افتاد که CSNET نیز توسط بنیاد ملی علوم آمریکا ساخته و به آن متصل شد. در سال‌های بعد استانداردها و پروتکل‌های اینترنت به‌مرور تدوین شدند. در نهایت در سال ۱۹۹۰، شبکهٔ آرپانت بازنشسته و تعطیل شد.